# Wilhelm Schimmelpfeng
Carl Franz Wilhelm Schimmelpfeng (* 9. November 1841 in Hersfeld; † 21. Juni 1913 in Königstein im Taunus) war ein deutscher Unternehmer und Begründer der Auskunftei Schimmelpfeng. 

## Leben
Wilhelm Schimmelpfeng war ein Sohn des Bürgermeisters Konrad Barthold Schimmelpfeng (1801–1869) und dessen Ehefrau Luise Amalie Bastian (1809–1879).
Nach dem Abitur am Konrad-Duden-Gymnasium Hersfeld absolvierte er eine kaufmännische Ausbildung und arbeitete anschließend als angestellter Kaufmann in Russland und Deutschland. 
Am 1. November 1872 gründete er in Frankfurt am Main das Auskunft- und Kontrollbüro für geschäftliche, insbesondere Kreditverhältnisse. Noch im selben Jahr eröffnete er eine Niederlassung in Berlin. 1877 stieg sein Bruder Adolf in das Geschäft ein. Es entstanden Filialen in Wien, Amsterdam, Paris und London. Später kamen Betriebsstellen in Russland, Afrika und Australien hinzu. 
Die Idee einer berufsmäßigen Auskunftsbeschaffung war zu Beginn der 1870er Jahre in Deutschland wenig bekannt. So war Schimmelpfeng daran gelegen, die Bedeutung der Aufgabe durch Veröffentlichung zahlreicher Beiträge zur Anerkennung und zum Verständnis zu bringen. Er veröffentlichte im Jahre 1878 Der Nothstand des deutschen Handels, 1881 Werth der geschäftsfreundlichen und berufsmäßigen Auskunftsertheilung, 1884 Die Konsulate und die Krediterkundigung im Ausland, 1887 Das Problem der Kreditversicherung, 1895 Kaufmännische Erkundigung und Zum Schlagwort: Reform des Auskunftswesens und 1896 Krediterkundigung und Gewerbeordnung.
1907 übergab er die Auskunftei seinen Söhnen Richard und Hans Adolf. Das Unternehmen hatte 49 Filialen und 1750 Angestellte.

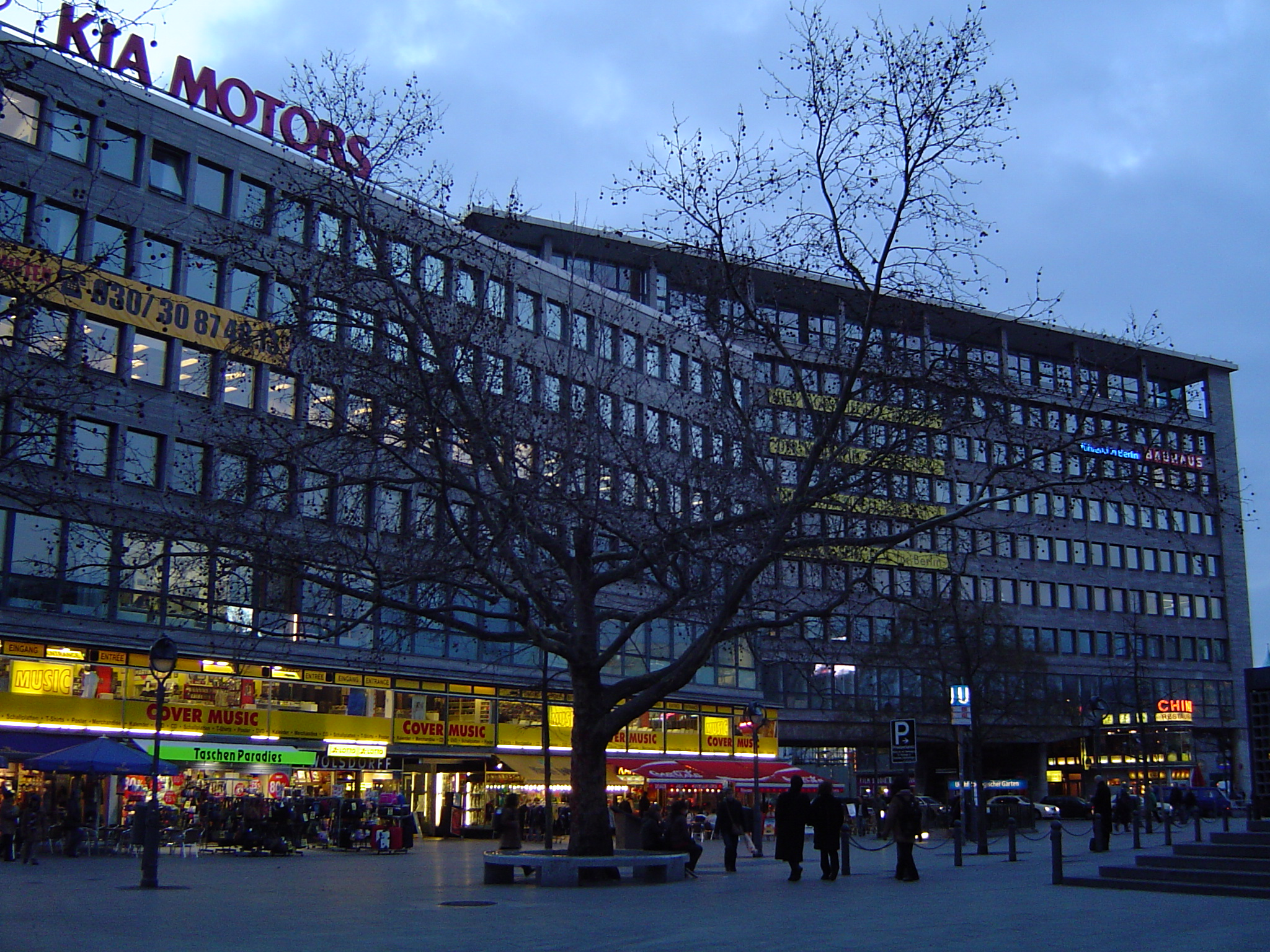
Schimmelpfeng-Haus in Berlin-Charlottenburg

### Familie
Am 24. Januar 1875 heiratete er in Frankfurt am Main Bertha Minka Jordan (1848–1910, Tochter des Wilhelm Jordan). Aus der Ehe sind die Söhne Richard (1872–1930) und Hans Adolf (1877–1937) hervorgegangen. 